# Pont-de-Veyle
Pont-de-Veyle je naselje in občina v jugovzhodnem francoskem departmaju Ain regije Rona-Alpe. Leta 1999 je naselje imelo 1.484 prebivalcev.

## Geografija
Kraj se nahaja na meji z regijo Burgundijo ob reki Veyle tik pred njenim izlivom v Saono, 37 km zahodno od Bourga.

## Administracija
Pont-de-Veyle je sedež istoimenskega kantona, v katerega so poleg njegove vključene še občine Bey, Cormoranche-sur-Saône, Crottet, Cruzilles-lès-Mépillat, Grièges, Laiz, Perrex, Saint-André-d'Huiriat, Saint-Cyr-sur-Menthon, Saint-Genis-sur-Menthon in Saint-Jean-sur-Veyle z 11.079 prebivalci.
Kanton je sestavni del okrožja Bourg-en-Bresse.

## Zanimivosti
- dvorec s parkom iz začetka 17. stoletja Château de Pont-de-Veyle,
- srednjeveški stolp z uro.

## Pobratena mesta
- Straubenhardt (Baden-Württemberg, Nemčija);